# カグシャ・ドッグ
カグシャ・ドッグ（英：Kagsha Dog）とは、アメリカ合衆国原産のそり引き用の犬種である。もともとはアラスカン・ハスキーの一系統に過ぎなかったが、固定されて一つの犬種として独立した。

## 歴史
新しい方の犬種で、外見が良く力の強いそり犬を作り出すために1980年に作出が開始された。アラスカン・ハスキーの系統の犬が使われ、訓練しやすくオオカミに似た姿のウルフェン・ケネルズ系の犬、大型で大人しい気性を持ち丈夫なハッベンハウス・ケネル系の犬、持久力と忠実さを加えるためのグレーストーン・ランチの3犬種を交配させて完成した。又、気性の面においてオオカミと共通する点が多いため、オオカミも交配されたのではないかとする説もある。1988年には犬種クラブが発足し、犬質の向上や外見の固定が行われたため、犬種として独立した。しかし、ケネルクラブ等には未公認の犬種である。

## 特徴
外見はとてもオオカミに似ていて、がっしりとした体格をしている。指の間には皮膜があり、雪上で走るのに適している。三角の立ち耳、ふさふさした垂れ尾でコートは厚く、耐寒性が高い。毛色はホワイト地にオオカミのようなグレーのマーキングがある。大型犬サイズで力が強く、持久力がある。性格は内向的であるが、支配力が強い一面もある。

## 参考
『デズモンド・モリスの犬種事典』（誠文堂新光社）デズモンド・モリス著書、福山英也、大木卓訳 誠文堂新光社、2007年